# Цзянмень
Цзянмень (кит. спр. 江门市, піньїнь: Jiāngmén Shì) — місто-округ в китайській провінції Гуандун. 

## Географія
Цзянмень розташовується на центральному узбережжі провінції.

### Клімат
Місто знаходиться у зоні, котра характеризується вологим субтропічним кліматом. Найтепліший місяць — липень із середньою температурою 28.9 °C (84 °F). Найхолодніший місяць — січень, із середньою температурою 14.5 °С (58.1 °F).
| Клімат Цзянменя         | Клімат Цзянменя | Клімат Цзянменя | Клімат Цзянменя | Клімат Цзянменя | Клімат Цзянменя | Клімат Цзянменя | Клімат Цзянменя | Клімат Цзянменя | Клімат Цзянменя | Клімат Цзянменя | Клімат Цзянменя | Клімат Цзянменя | Клімат Цзянменя |
| Показник                | Січ.            | Лют.            | Бер.            | Квіт.           | Трав.           | Черв.           | Лип.            | Серп.           | Вер.            | Жовт.           | Лист.           | Груд.           | Рік             |
| Середня температура, °C | 14,5            | 15              | 18,3            | 22,4            | 26,2            | 27,8            | 28,9            | 28,7            | 27,5            | 24,6            | 20,3            | 16,2            | 22,5            |
| Норма опадів, мм        | 30.6            | 52.5            | 73.1            | 174.6           | 291             | 292.9           | 238.6           | 283.1           | 205.1           | 93.4            | 37.6            | 24.6            | 1797.1          |
| Днів з опадами          | 8               | 10,8            | 13,4            | 14,5            | 17,3            | 19,6            | 17,2            | 17,4            | 13,9            | 8,3             | 6,6             | 6,1             | 153,1           |
| Вологість повітря, %    | 71.1            | 79.2            | 82.2            | 83.6            | 82.6            | 82.6            | 80.1            | 80.8            | 77.4            | 72.8            | 69.2            | 68.3            | 77.5            |
| ----------------------- | --------------- | --------------- | --------------- | --------------- | --------------- | --------------- | --------------- | --------------- | --------------- | --------------- | --------------- | --------------- | --------------- |
| Джерело: Weatherbase    |                 |                 |                 |                 |                 |                 |                 |                 |                 |                 |                 |                 |                 |

## Адміністративний поділ
Міський округ поділяється на 3 райони і 4 міста:
| Карта                                                     | Карта    | Карта    | Карта            |
| --------------------------------------------------------- | -------- | -------- | ---------------- |
| Еньпін Кайпін Хешань Тайшань Пенцзян ① Сіньхуей ① Цзянхай |          |          |                  |
| Статус                                                    | Назва    | Оригінал | Населення (2020) |
| Район                                                     | Пенцзян  | 蓬江区   | 853 007          |
| Район                                                     | Сіньхуей | 新会区   | 909 277          |
| Район                                                     | Цзянхай  | 江海区   | 364 694          |
| Місто                                                     | Еньпін   | 恩平市   | 483 907          |
| Місто                                                     | Кайпін   | 开平市   | 748 777          |
| Місто                                                     | Тайшань  | 台山市   | 907 744          |
| Місто                                                     | Хешань   | 鹤山市   | 530 684          |